# Olivier Bogaczyk
Olivier Bogaczyk, dit Boga, est un joueur de football français, né le 31 juillet 1976 à Bois-Bernard. Il évolue au poste d'attaquant.

## Biographie
Il commence le football à l'âge de 5 ans dans le club de son village natal, l'US Rouvroy. Il le quitte pour le club voisin, le Stade Héninois. Repéré à l'âge de 11 ans, il rejoint le RC Lens,  sous la houlette de Jean-Luc Lamarche.
Voulant poursuivre ses études en économie internationale, il refuse un contrat professionnel à 20 ans. et rejoint le stade béthunois FC. Il participe à la montée du club de la Division d'honneur jusqu'au Championnat de France Amateurs. 
En 1999, à 23 ans, diplômé d'un DEA en Economie Internationale de l'Université Lille I, il commence une carrière professionnelle en rejoignant le club de Lens, où évolue son mentor Daniel Leclercq.
Il fait un passage contrasté au Stade Malherbe de Caen, et songe à renoncer au football pour se consacrer à ses études. Sylvain Matrisciano et Michel Jestin, alors président du Stade Brestois 29, le convainquent de rechausser les crampons. Il passe, au sein de ce club, « les meilleures années de sa carrière », selon ses termes, devenant la coqueluche du Stade Francis-Le Blé,. Il croise le chemin de Franck Ribéry.
Après deux années et demie passées dans le Finistère, il rejoint Valenciennes, où Daniel Leclerq est devenu entraineur. Après deux montées successives, en Ligue 2 et Ligue 1, il vit une dernière saison gâchée par des blessures à répétitions. Il rejoint le FC Sète.
Le 19 juin 2008, il annonce qu'il met fin à sa carrière professionnelle, après avoir évolué dans six clubs professionnels. Il quitte le FC Sète et rejoint le Club Sportif Avionnais (en CFA 2) avec l'ambition de reprendre ses études en finance.
En 2008, il obtient son master en gestion de patrimoine à la SKEMA Business School de Lille et se fait recruter par le cabinet Europ Sports Conseils, cabinet de gestion de patrimoine de l'UNFP. Il est ensuite conseiller en investissement financier, gestionnaire de patrimoine spécialisé dans les joueurs de football professionnels. 
Quelques années après la fin de sa carrière de joueur professionnel, il dit avoir gardé une grande affection pour son ancien entraineur Daniel Leclercq.

## Palmarès
- Champion de Ligue 2 en 2006 avec Valenciennes
- Champion de National en 2005 avec Valenciennes

## Statistiques
- Premier match en Ligue 1 le 11 septembre 1999, Lens - Sedan (0-3)
- Premier but en Ligue 1 le 16 octobre 1999, RC Lens - Montpellier HSC (1-0)
- 10 matches et 1 but en Ligue 1
- 46 matchs et 4 buts en Ligue 2
- 2 matchs de Coupe de l'UEFA
- Premier match de Coupe UEFA, le 16 septembre 1999, Maccabi Tel-Aviv - RC Lens (2-2)